# Øystein Erlendsson

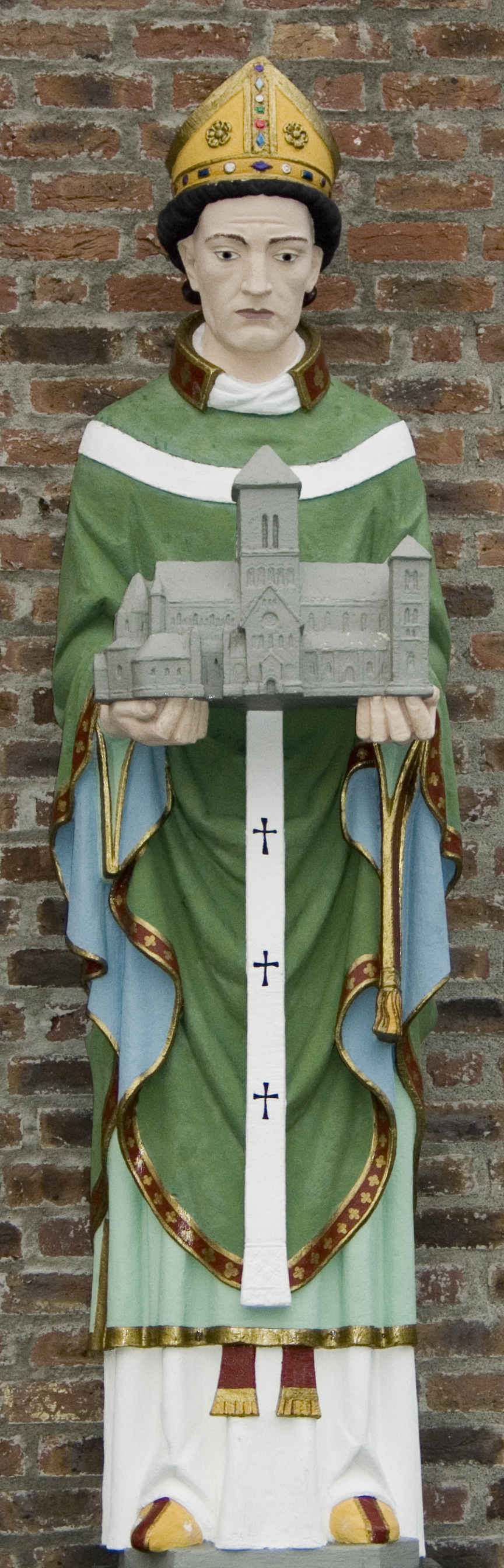
St. Eystein, ein Modell des Nidarosdomes haltend

Øystein Erlendsson (Norrøn: Eystein Erlendsson, lat.: Augustinus Nidrosiensis; * um 1120; † 26. Januar 1188) war Erzbischof von Nidaros von 1157 bis zu seinem Tod 1188.
Von allen 27 Erzbischöfen, die Nidaros von 1153 bis 1537 vorstanden, war Øystein der markanteste und der einzige, der als Heiliger nach seinem Tod verehrt wurde. Erlendsson stammte aus einer wohlhabenden trønderschen Familie. Sein Urgroßvater war der Isländer Ulf Uspaksson, ein guter Freund Harald Hardrådes gewesen. Dieser hatte die Schwester der Königin Tora zu Frau erhalten. Daher konnte sich Øystein zur Verwandtschaft des Königs zählen. Eysteins Vater Erlend Himalde war Vetter zweiten Grades von König Magnus barfot, und Øystein selbst war Vetter dritten Grades von Sigurd Jorsalfari und von Inge Krogryggs Vater Harald Gille, die zu Beginn des norwegischen Bürgerkrieges eine besondere Rolle spielten. Er wuchs aller Wahrscheinlichkeit nach in Børsa auf.
Bischof Simon unterwies Øystein in den 1140er Jahren in Nidaros. Danach ging er nach England, wahrscheinlich nach Lincoln, und Paris ins Augustiner-Stift St. Victor. Nach der Kampfschrift En tale mot biskopene, die um 1200 verfasst worden ist, war Øystein zunächst Kapellan und Schatzmeister bei König Inge Krokrygg.
Er wurde, nachdem Jon Birgisson gestorben war, im Jahre 1158 von König Inge, ohne dass dieser irgendjemanden hätte mitbestimmen lassen (so wird es jedenfalls in der Kampfschrift En tale mot biskopene geschildert) (Lit.: Storm), zum zweiten Erzbischof von Nidaros gewählt. Er zog nach Rom, um sich das Pallium für seine Erzbischofswürde zu holen. Während seiner Fahrt starb Papst Hadrian IV. am 1. September 1159. Am 7. September 1159 wurde dessen Nachfolger Alexander III. gewählt. Kaiser Barbarossa setzte jedoch den Gegenpapst Viktor IV. ein. Øystein entschied sich für Alexander und erhielt von diesem im Spätherbst 1160 das Pallium.
Unmittelbar nachdem er von der Reise aus Rom zurückgekehrt war, setzte er den Ausbau des erzbischöflichen Hofes in Gang. Außerdem förderte er den Bau des Nidarosdomes, wovon noch heute eine Inschrift in der Johanneskapelle im südlichen Querschiff des Domes zeugt.
Im Jahre 1164, wahrscheinlich am 11. August, krönte er Magnus Erlingsson, den 8-jährigen Sohn Erling Skakkes, in Bergen. Es war die erste Krönung eines Königs in Skandinavien. Die Wahlkapitulation, die von Øystein abgefasst war, regelte das Verhältnis zwischen Staat und Kirche. Er und der ebenfalls bei der Krönung anwesende päpstliche Legat nutzten die Gelegenheit, einen Treueeid gegenüber dem Papst in den Krönungseid einzuflechten. Von besonderer Bedeutung für die Entwicklung der Staatsidee war die Aussage, dass König Magnus sein Amt als Vasall von König Olav dem Heiligen und als dessen Stellvertreter ausüben wolle.
Øystein erneuerte auch ein heute verlorenes kirchliches Gesetzbuch, das «Gullfjær», das eine Überarbeitung des alten Christenrechts war. Es sind weiterhin 12 Dekretalen von Papst Alexander III. auf ungefähr 35 Fragen des Erzbischofs bekannt. In den 1930er Jahren wurde in London die Canones Nidrosienses aufgefunden, ebenfalls ein Kirchengesetzbuch aus seiner Zeit, hinter dem sicher der Erzbischof stand. Er gilt auch als der Hauptbegründer der Olavstradition mit der Schrift Passio et Miracula Beati Olavi. Das Buch wurde zwischen 1160 und 1180 niedergeschrieben, also ein halbes Jahrhundert vor Snorris Olavs saga. Øystein sorgte sich sehr um den Frieden im Land, arbeitete gegen die Blutrache und gegen die Gewalt und kümmerte sich in der Tradition der gregorianischen Reform um die Stärkung des Zölibats, aber auch um die Werke der Barmherzigkeit. Er gründete in Nidaros das erste Hospiz für Kranke. Er gründete auch mindestens zwei Augustiner-Chorherren-Stifte, eines in Konghelle und das Kastelle-Kloster am Göta-Elv, wo er als junger Priester tätig gewesen war. Das Kloster sollte vom Æbelholt-Kloster in Dänemark visitiert werden, dessen Abt Wilhelm sein persönlicher Freund war. Das Kloster wurde zwischen 1161 und 1168, spätestens aber 1190 gegründet. Øystein beteiligte sich auch an der Gründung des Elgeseter-Klosters in Nidaros ca. 1170–78. Er war auch sicherlich beteiligt an der Gründung des Augustiner-Klosters auf Halsnøy durch Erling Skakke, und das Gleiche dürfte für das Prämonstratenser-Kloster (Olavs-Kloster) in Tønsberg gelten. Auch die Gründung des ersten Zisterzienser-Klosters in Trøndelag, Munkeby bei Levanger dürfte auf ihn zurückgehen.
Øystein hatte auch eine eigene Truppe und viele Schiffe. Nach der Sverres-Saga hatte er mehr als 100 voll bewaffnete Männer unter seinem Befehl. Er verfügte nicht nur über das Vermögen des Bischofsstuhls, sondern auch über ein reichliches ererbtes eigenes Vermögen.
Nachdem sich 1177 Sverre Sigurdsson an die Spitze der Birkebeiner gesetzt und 1179 Erling Skakke besiegt hatte und Magnus Erlingsson daraufhin nach Dänemark geflohen war, musste auch Øystein das Land verlassen. Zwischen 1180 und 1183 hielt er sich im englischen Exil auf. Noch vor dem Tod Magnus’ (1184) kam es nach der Sverres-Saga zur Einigung zwischen Øystein und König Sverre. Aber es sind Zweifel angebracht, da Øystein den streitbarsten Gegner des Königs, den Augustiner Eirik Ivarsson aus Stavanger zum Nachfolger bestimmte, der gegen den Widerstand König Sverres 1188 zum Erzbischof gewählt wurde.
Nach seinem Tod wurde Erlendsson als Heiliger verehrt. Bereits 1229 wurde er vom Provinzialkonzil in Nidaros heiliggesprochen, aber nie von Rom kanonisiert. Rom setzte nacheinander 5 Kommissionen ein, die die Heiligsprechung vorbereiten sollten, aber nie zu einem endgültigen Ergebnis kamen. Ein Altar in der Domkirche scheint ihm geweiht gewesen zu sein, und sein Reliquienschrein aus Silber wurde im Zuge der Reformation 1540 für die Begleichung der dänischen Schulden beschlagnahmt und eingeschmolzen. Er soll 12 kg Silber erbracht haben. Gleichwohl scheint er im Schatten des Hl. Olav keine besondere Position in der Volksfrömmigkeit erlangt zu haben. Nach einem Dokument der Kongregation für den Gottesdienst und die Sakramentenordnung vom 10. Februar 2001 darf sein Feiertag, der 26. Januar, allerdings offiziell in der Prälatur Trondheim begangen werden. Im Dekret vom 30. September 2002 dieser Kongregation wurde dieser Tag zum „Fest“ erklärt und dem Bistum Oslo und der Prälatur Tromsø die Feier dieses Tages gestattet.
Zwei katholische Kirchen sind ihm geweiht. St. Eystein in Bodø und St. Eystein in Kristiansund.